# Ayun, Gia Lai
Ayun là một xã thuộc tỉnh Gia Lai, Việt Nam.

## Địa lý
Trước khi có Nghị quyết số 1664/NQ-UBTVQH15 xã Ayun thuộc huyện Mang Yang với diện tích 87,64 km², và nằm ở hướng Đông Bắc của huyện:
- Phía Nam giáp xã Đăk Yă
- Phía Đông nam giáp xã Đăk Ta Ley
- Phía Đông giáp xã Đak Jơ Ta
- Phía Tây giáp xã Hải Giang huyện Đak Đoa
- Phía Bắc giáp xã Hà Đông huyện Đak Đoa

## Lịch sử
Năm 2006, một phần diện tích tự nhiên và dân số của xã Ayun được tách ra để thành lập xã Đak Jơ Ta và một phần nhỏ chuyển về xã Hra.
Theo Nghị quyết số 1664/NQ-UBTVQH15 ra tháng 6 năm 2025, sáp nhập tỉnh Bình Định vào tỉnh Gia Lai. Giải thể huyện Man Yang, sáp nhập 2 xã của huyện là xã Đak Jơ Ta và xã Ayun thành xã Ayun mới.

## Hành chính
Toàn xã có 09 thôn, làng. Có 04 cơ quan đứng chân trên địa bàn: Ban Quản lý rừng phòng hộ Mang Yang, Trường lâm nghiệp Tây Nguyên, Vườn quốc gia Kon Ka Kinh, Trại giam Gia Trung.